# NGC 7034
NGC 7034 ist eine elliptische Galaxie vom Hubble-Typ E3 im Sternbild Pegasus am Nordsternhimmel. Sie ist schätzungsweise 407 Millionen Lichtjahre von der Milchstraße entfernt und hat einen Durchmesser von etwa 120.000 Lichtjahren. Gemeinsam mit NGC 7033 bildet sie das isolierte, gravitativ gebundene Galaxienpaar KPG 554.
Das Objekt wurde am 17. September 1863 von Albert Marth entdeckt.